# Virginia Slims Championships 1993
| Prijzengeld \| Resultaat \| Prijzengeld \| Punten \| \| ------------ \| ----------- \| ------ \| \| winnares \| $ 250.000 \| 820 \| \| finale \| $ 120.000 \| 575 \| \| halve finale \| $ 53.000 \| 370 \| \| tweede ronde \| $ 26.000 \| 190 \| \| eerste ronde \| $ 14.000 \| 100 \| |             |        |
| Resultaat | Prijzengeld | Punten |
| winnares | $ 250.000   | 820    |
| finale | $ 120.000   | 575    |
| halve finale | $ 53.000    | 370    |
| tweede ronde | $ 26.000    | 190    |
| eerste ronde | $ 14.000    | 100    |

De WTA Tour Championships (officieel Virginia Slims Championships) van 1993 vonden plaats van 15 tot en met 21 november 1993 in de Amerikaanse stad New York. Het was de 23e editie van het toernooi. Er werd gespeeld op overdekte tapijtbanen in de Madison Square Garden.

## Enkelspel
De Joegoslavische drievoudige titelverdedigster Monica Seles nam niet deel vanwege het steekincident tijdens het WTA-toernooi van Hamburg. 
De als eerste geplaatste Duitse Steffi Graf versloeg in de finale de als tweede geplaatste Spaanse Arantxa Sánchez Vicario in vier sets.
Er waren geen deelneemsters uit de lage landen.

### Geplaatste speelsters
- Rang is gebaseerd op de lijst van 8 november 1993

| Nr. | Speelster               | Rang | Resultaat    | Uitgeschakeld door      |
| --- | ----------------------- | ---- | ------------ | ----------------------- |
| 1.  | Steffi Graf             | 1    | winnares     | winnares                |
| 2.  | Arantxa Sánchez Vicario | 2    | finale       | Steffi Graf             |
| 3.  | Martina Navratilova     | 3    | kwartfinale  | Mary Pierce             |
| 4.  | Conchita Martínez       | 4    | kwartfinale  | Anke Huber              |
| 5.  | Gabriela Sabatini       | 6    | eerste ronde | Mary Pierce             |
| 6.  | Mary Joe Fernandez      | 7    | eerste ronde | Amanda Coetzer          |
| 7.  | Jana Novotná            | 8    | kwartfinale  | Arantxa Sánchez Vicario |
| 8.  | Anke Huber              | 10   | halve finale | Steffi Graf             |

- De Joegoslavische Monica Seles en de Amerikaanse Jennifer Capriati lieten verstek gaan.

### Toernooischema

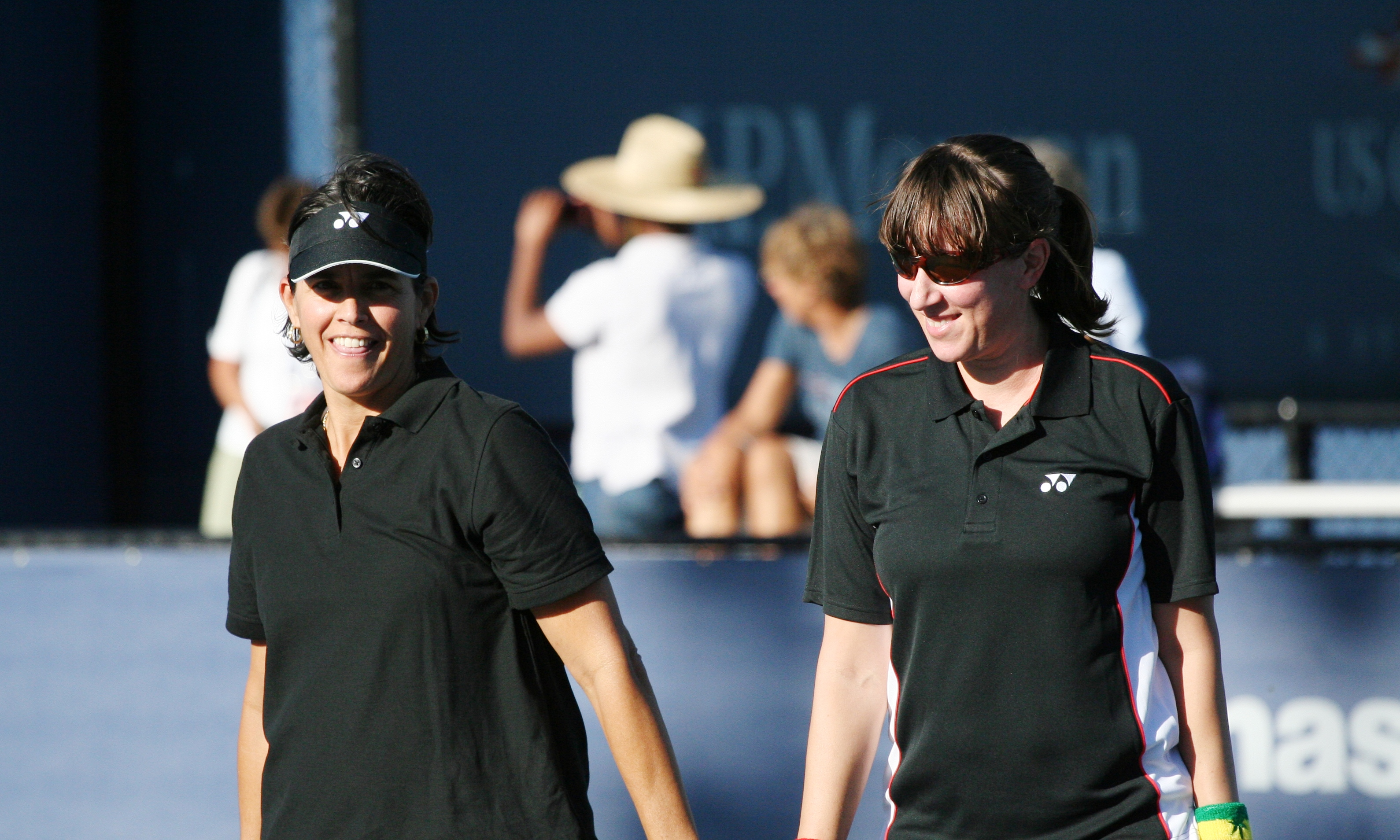
Winnaressen Gigi Fernandez en Natallja Zverava

| Legenda | Legenda                  |
| ------- | ------------------------ |
| Q       | Qualifier                |
| WC      | Deelname via wildcard    |
| LL      | Lucky Loser              |
| r       | Opgave / trok zich terug |
| w/o     | Walk-over                |
| Alt     | Alternate                |
| SE      | Special Exempt           |
| PR      | Protected Ranking        |
| d       | Diskwalificatie          |

| eerste ronde | eerste ronde              | eerste ronde | eerste ronde | eerste ronde |  |  | tweede ronde | tweede ronde            | tweede ronde | tweede ronde | tweede ronde |  |  | halve finale | halve finale            | halve finale | halve finale | halve finale |  |  | finale | finale                  | finale | finale | finale | finale | finale |
|              |                           |              |              |              |  |  |              |                         |              |              |              |  |  |              |                         |              |              |              |  |  |        |                         |        |        |        |        |        |
| 1            | Steffi Graf               | 6            | 6            |              |  |  |              |                         |              |              |              |  |  |              |                         |              |              |              |  |  |        |                         |        |        |        |        |        |
|              | Natallja Zverava          | 2            | 4            |              |  |  | 1            | Steffi Graf             | 6            | 6            |              |  |  |              |                         |              |              |              |  |  |        |                         |        |        |        |        |        |
|              | Amanda Coetzer            | 6            | 1            | 6            |  |  |              | Amanda Coetzer          | 1            | 2            |              |  |  |              |                         |              |              |              |  |  |        |                         |        |        |        |        |        |
| 6            | Mary Joe Fernandez        | 1            | 6            | 3            |  |  |              |                         |              |              |              |  |  | 1            | Steffi Graf             | 6            | 3            | 6            |  |  |        |                         |        |        |        |        |        |
| 4            | Conchita Martínez         | 7            | 6            |              |  |  |              |                         |              |              |              |  |  | 8            | Anke Huber              | 2            | 6            | 3            |  |  |        |                         |        |        |        |        |        |
|              | Manuela Maleeva-Fragnière | 5            | 2            |              |  |  | 4            | Conchita Martínez       | 3            | 3            |              |  |  |              |                         |              |              |              |  |  |        |                         |        |        |        |        |        |
|              | Magdalena Maleeva         | 4            | 6            | 65           |  |  | 8            | Anke Huber              | 6            | 6            |              |  |  |              |                         |              |              |              |  |  |        |                         |        |        |        |        |        |
| 8            | Anke Huber                | 6            | 1            | 7            |  |  |              |                         |              |              |              |  |  |              |                         |              |              |              |  |  | 1      | Steffi Graf             | 6      | 6      | 3      | 6      |        |
| 5            | Gabriela Sabatini         | 68           | 3            |              |  |  |              |                         |              |              |              |  |  |              |                         |              |              |              |  |  | 2      | Arantxa Sánchez Vicario | 1      | 4      | 6      | 1      |        |
|              | Mary Pierce               | 710          | 6            |              |  |  |              | Mary Pierce             | 6            | 3            | 6            |  |  |              |                         |              |              |              |  |  |        |                         |        |        |        |        |        |
|              | Nathalie Tauziat          | 4            | 4            |              |  |  | 3            | Martina Navratilova     | 1            | 6            | 4            |  |  |              |                         |              |              |              |  |  |        |                         |        |        |        |        |        |
| 3            | Martina Navratilova       | 6            | 6            |              |  |  |              |                         |              |              |              |  |  |              | Mary Pierce             | 2            | 7            | 2            |  |  |        |                         |        |        |        |        |        |
| 7            | Jana Novotná              | 6            | 65           | 6            |  |  |              |                         |              |              |              |  |  | 2            | Arantxa Sánchez Vicario | 6            | 5            | 6            |  |  |        |                         |        |        |        |        |        |
|              | Zina Garrison             | 4            | 7            | 3            |  |  | 7            | Jana Novotná            | 7            | 65           | 4            |  |  |              |                         |              |              |              |  |  |        |                         |        |        |        |        |        |
|              | Helena Suková             | 5            | 2            |              |  |  | 2            | Arantxa Sánchez Vicario | 62           | 7            | 6            |  |  |              |                         |              |              |              |  |  |        |                         |        |        |        |        |        |
| 2            | Arantxa Sánchez Vicario   | 7            | 6            |              |  |  |              |                         |              |              |              |  |  |              |                         |              |              |              |  |  |        |                         |        |        |        |        |        |

| Prijzengeld \| Resultaat \| Prijzengeld (per team) \| \| ------------ \| ---------------------- \| \| winnaressen \| $ 90.000 \| \| finale \| $ 46.000 \| \| halve finale \| $ 25.000 \| \| eerste ronde \| $ 13.000 \| |                        |
| Resultaat | Prijzengeld (per team) |
| winnaressen | $ 90.000               |
| finale | $ 46.000               |
| halve finale | $ 25.000               |
| eerste ronde | $ 13.000               |

## Dubbelspel
De titelhouders waren de Spaanse Arantxa Sánchez Vicario en de Tsjechische Helena Suková, zij verloren in de halve finale.
De titel werd gewonnen door de Amerikaanse Gigi Fernández en Wit-Russische Natallja Zverava, zij vormde het eerste reekshoofd en wonnen in de finale van het derde reekshoofd de Letse Larisa Neiland en de Tsjechische Jana Novotná.
De Nederlandse Manon Bollegraf verloor samen met de Amerikaanse Katrina Adams in de eerste ronde van de latere winnaressen.
Er waren geen Belgische deelnemers.

### Geplaatste teams
- Rang is gebaseerd op de lijst van 8 november 1993. Plaatsingsvolgorde is ook mogelijk bepaald door een koppelsranglijst.

| Nr. | Team                                  | Rang   | Resultaat    | Uitgeschakeld door              |
| --- | ------------------------------------- | ------ | ------------ | ------------------------------- |
| 1.  | Gigi Fernández Natallja Zverava       | 1+3=4  | winnaressen  | winnaressen                     |
| 2.  | Arantxa Sánchez Vicario Helena Suková | 5+2=7  | halve finale | Larisa Neiland Jana Novotná     |
| 3.  | Larisa Neiland Jana Novotná           | 6+4=10 | finale       | Gigi Fernández Natallja Zverava |
| 4.  | Pam Shriver Elizabeth Smylie          | 8+?=?  | halve finale | Gigi Fernández Natallja Zverava |

### Toernooischema
| Legenda | Legenda                  |
| ------- | ------------------------ |
| Q       | Qualifier                |
| WC      | Deelname via wildcard    |
| LL      | Lucky Loser              |
| r       | Opgave / trok zich terug |
| w/o     | Walk-over                |
| Alt     | Alternate                |
| SE      | Special Exempt           |
| PR      | Protected Ranking        |
| d       | Diskwalificatie          |